# Paulina Kellogg Wright Davis
Pour les articles homonymes, voir Kellogg, Wright et Davis.
Paulina Kellogg Wright Davis, née le 7 août 1813 et morte le 24 août 1876, est une abolitionniste, suffragette et enseignante américaine. Elle est l'une des fondatrices de la New England Woman Suffrage Association.

## Biographie
Paulina Kellogg naît à Bloomfield (État de New York) du capitaine Ebenezer Kellogg et de Polly (Saxton) Kellogg. La famille déménage près des chutes du Niagara en 1817. Ses deux parents meurent et, en 1820, elle va vivre chez sa tante presbytérienne à Le Roy (New York). En 1823, elle rejoint l'Église, qu'elle juge toutefois ouvertement hostile aux femmes. Elle souhaite devenir missionnaire, mais l'Église ne le permet pas aux femmes célibataires.
Paulina Kellogg est courtisée par Francis Wright, un commerçant d'une famille prospère d'Utica (New York) ; ils se marient en 1833. Ils ont des valeurs similaires et tous deux démissionnent de leur Église pour protester contre sa position pro-esclavage : ils font partie du comité exécutif de la Central New York Anti-Slavery Society. En 1835, Paulina Davis et son mari organisent une convention abolitionniste à Utica. Elle est également membre fondateur de la Female Anti-Slavery Society, de la Female Moral Reform Society et de la Marta Washington Temperance Union. Elle et son époux supportent également les réformes en faveur des droits des femmes, en association avec Susan B. Anthony, Elizabeth Cady Stanton et Ernestine Rose. Francis Wright meurt en janvier 1845 ; le couple n'a pas d'enfant,.
Après la mort de son époux, Paulina Kellogg Wright part étudier la médecine à New York : ne pouvant étudier dans les classes exclusivement masculines, elle convainc ses professeurs de lui donner des cours particuliers, tôt le matin. En 1846, elle donne des conférences et cours d'anatomie et de physiologie, qu'elle réserve aux femmes, les instruisant sur leur corps et leur santé,. Elle emporte un mannequin médical et parcours l'est des États-Unis pour enseigner auprès des femmes, qu'elle incite en outre à devenir médecins.
En 1849, elle épouse Thomas Davis, un démocrate d'origine irlandaise, à Providence (Rhode Island) ; ils adoptent deux filles,. Thomas Davis, ancien bijoutier de renommée, supporte la plupart des causes de sa femme, notamment l'égalité des femmes et des hommes dans le mariage. Il siège au Sénat de Rhode Island de 1845 à 1853, puis au Congrès des États-Unis de 1853 à 1855.
En 1850, elle concentre son énergie sur le droit des femmes : elle cesse son activité de conférencière et participe à l'organisation de la première National Women's Rights Convention à Worcester (Massachusetts), qu'elle préside et dont elle lit le discours d'ouverture. Elle préside le National Woman's Rights Central Committee à de nombreuses reprises dans les années 1850,.
En 1853, elle édite le journal féministe The Una ; elle le place sous la responsabilité de Caroline Wells Healey Dall en 1855. Paulina Kellogg Wright Davis fait également partie des fondatrices de la New England Woman Suffrage Association en 1868. Lorsque le groupe de femmes se scinde en deux, en 1869, elle suit Susan B. Anthony et Elizabeth Cady Stanton qui fondent la National Woman Suffrage Association. En 1870, elle organise le rassemblement en l'honneur du vingtième anniversaire du mouvement pour le droit de vote des femmes. Elle publie alors The History of the National Woman's Rights Movement.
Paulina Kellogg Wright Davis meurt le 24 août 1876, à Providence. Elizabeth Cady Stanton en fait un éloge posthume. 

## Prix et distinctions
2002 : cérémonie d'admission de  Paulina Kellogg Wright Davis au National Women's Hall of Fame.